# Belägringen av Weinsberg

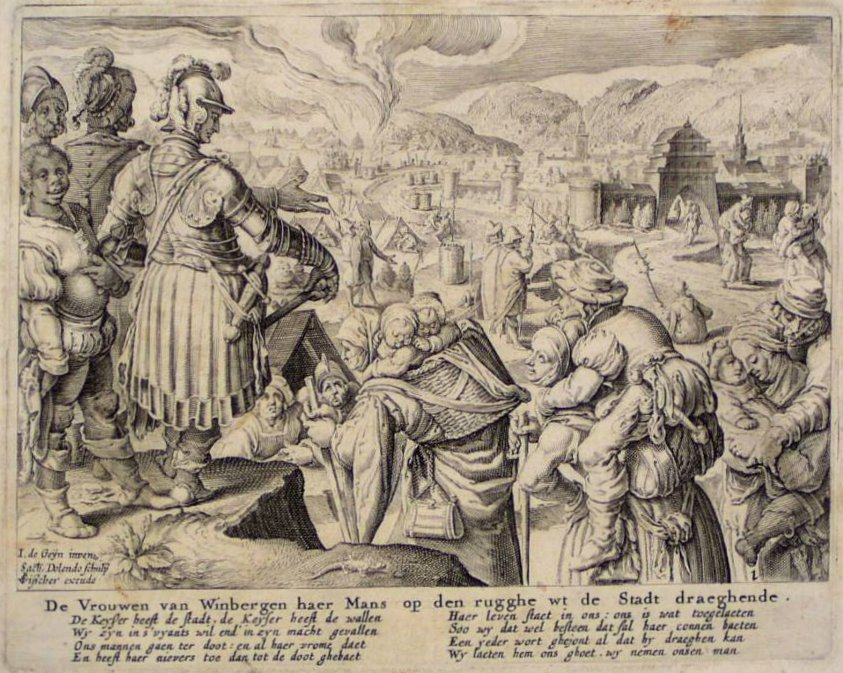
Belägringen av Weinsberg.

Belägringen av Weinsberg ägde rum den 21 december 1140 i Weinsberg i Hertigdömet Sachsen, nuvarande Baden-Württemberg, i tysk-romerska riket. 
Belägringen ägde rum som en del av maktkampen mellan Henrik den stolte och Konrad III (tysk-romersk kejsare), som hade stått som rivaler i kejsarvalet 1138. Sachsen hade då stöttat Henrik. När Konrad vann, gav han Sachsen till Albrekt Björnen, vilket utlöste krig med Welf VI, hertig av Sachsen och Bayern. 
Belägringen är berömd för berättelsen om den fria lejd som belägrarna gav kvinnorna i staden, som tilläts avtåga med endast vad de kunde bära. Kvinnorna valde då att lämna staden bärande sina män på ryggen. Denna berättelse nedtecknades på 1170-talet och blev berömd.